# Christmas Song Book
Christmas Song Book è un album della cantante italiana Mina, pubblicato il 19 novembre 2013 dalla PDU.

## Descrizione
Come suggerisce il titolo, l'album è composto da dodici canzoni della tradizione natalizia (principalmente americana), da Have Yourself a Merry Little Christmas, successo di Judy Garland e già inserito da Mina nel 2012 in 12 (American Song Book), a Silent Night, versione inglese di Stille Nacht, precedentemente incisa per la colonna sonora del film La banda dei Babbi Natale di Aldo, Giovanni e Giacomo e pubblicata nell'EP Piccola strenna; da White Christmas, canzone vincitrice di un Oscar grazie alla versione di Bing Crosby a Baby, It's Cold Outside, anch'essa premiata con un Oscar e qui reincisa in coppia con Fiorello.
Alcune tracce rappresentano l'ultimo lavoro del Maestro Gianni Ferrio, storico compositore italiano e stretto collaboratore di Mina sin dagli anni '70, scomparso il 21 ottobre 2013.
Il disco esce in tre diverse edizioni:
- Versione CD standard, con un booklet contenente 18 tavole, «appositamente disegnate dal maestro Giorgio Cavazzano, in cui Mina diventa un personaggio della grande famiglia disneyana, nei panni di Mina Uack».
- Versione CD+libro, contenente in più un albo di 248 pagine con quattro classiche storie disneyane di ambientazione e atmosfera natalizia.
- Versione Deluxe, in edizione limitata, composta dal disco a 33 giri in vinile e le riproduzioni in grande formato degli originali di 12 tavole di Cavazzano.[5]

Nel giugno 2014, l'album viene certificato disco d'oro per aver raggiunto la soglia delle 30 000 copie vendute e viene insignito del Music Award, premio per gli artisti italiani che raggiungono le certificazioni oro, platino e multi platino (per gli album), o le certificazioni platino e multi platino (per i singoli), secondo le scansioni FIMI.

## Tracce
1. Old Fashion Christmas - 5:59 - (Kenny Williams-F. P. Sturm)
2. The Secret of Christmas - 4:51 - (James Van Heusen-Sammy Cahn)
3. Baby, It's Cold Outside (Mina & Fiorello) - 2:25 - (Frank Loesser)
4. I'll Be Home for Christmas - 3:22 - (Walter Kent-Kim Gannon)
5. Have Yourself a Merry Little Christmas - 3:59 - da: 12 (American Song Book)
6. Jingle Bell Rock - 1:19 - (Joe Beal-Jim Boothe)
7. Silent Night (Stille Nacht, heilige Nacht) - 3:06 - (Franz Xaver Gruber-John Freeman Young/Joseph Mohr)
8. Let It Snow - 2:48 - (Jule Styne-Sammy Cahn)
9. How Lovely Is Christmas - 1:59 - (Alec Wilder-Arnold Sundgaard)
10. Santa Claus Got Stuck in My Chimney - 2:48 - (Billy Moore Jr.-William D. Hardy)
11. It Came Upon a Midnight Clear - 2:25 - (Richard Storrs Willis-Edmund H. Sears)
12. White Christmas - 2:36 - (Irving Berlin)

## Formazione
- Mina – voce
- Alfredo Golino – batteria
- Luca Meneghello – chitarra in "Silent Night"
- Danilo Rea – pianoforte, Fender Rhodes
- Massimo Moriconi – contrabbasso
  - Vincenzo Bolognese (primo violino), Luca Bagagli, Gabriele Benigni, Eunice Cangianiello, Paolo Marchi, Mervit Nesnas, Francesco Peverini, Pierluigi Pietroniro – violini I
  - Prisca Amori (primo violino), Emanuele Biagi, Maurizio Cappellari, Giancarlo Ceccacci, Elena Centurione, Paolo Coluzzi, Nataliya Nykolayishyn, Maurizio Tarsitani – violini II
  - Fausto Anzelmo (prima viola), Margot Burton, Massimo Paciarello, Lorenzo Rundo, Raffaele Schiavone, Gualtiero També – viola
  - Luca Pincini (primo violoncello), Alessandra Leardini, Matteo Scarpelli, Marco Simonacci – violoncello
  - Massimo Ceccarelli (primo contrabbasso), Carla Tutino – contrabbasso
- Massimiliano Pani – cori